# ツーラ・アネリ・ブジョクリング
ツーラ・アネリ・ブジョクリング（Tuula Anneli Björkling、1952年 - ）は、フィンランドのファッションモデル。1973年、ミス・インターナショナル世界大会優勝（フィンランド代表として初）。名前のカタカナ表記は毎日新聞の報道に従う。

## 経歴・人物
1972年、Miss Suomi第3位入賞。
1972年12月1日、ロンドンで開催されたミス・ワールド1972で第6位入賞。
1973年10月13日、大阪市で開催されたミス・インターナショナル1973で優勝。賞金の200万円は貯金すると毎日新聞は伝えている。
同年、Miss Scandinavia 1973優勝。
1985年、結婚後の姓はBjörkling-Benskyであると報道された。

### フィルモグラフィ
- 1974年　Miss Suomi 1974（テレビ特番）- Herself
- 1974年　Uri Geller - ihmeidentekijä（テレビ映画）- Herself
- 1984年　Miss Suomi 1984　（テレビ特番）- Herself[6]